# TIME AND TIDE
『TIME AND TIDE』（タイム・アンド・タイド）は、日本の音楽ユニット・ALFEEが1979年8月21日にF-LABELから発売した2枚目のオリジナルアルバムである。
1985年4月5日に初のCD化され、1990年10月17日にも再発された。1989年3月21日にはメジャーデビュー15周年を記念してGOLD CDとして、2009年3月18日にはメジャーデビュー35周年を記念して紙ジャケット仕様のHQCDとして再発もされた。

## 内容
前作『青春の記憶』から4年1か月ぶりのオリジナルアルバムにして、ALFEE名義としては初のアルバム作品。
LP盤とCTの2形態で発売された。
前作と異なり高見沢俊彦がほぼ全曲の作詞と、全曲の作曲を担当。「街角のヒーロー」「セイリング」では坂崎幸之助が作詞を担当している。なお、今作の表題曲も制作されたが、今作には未収録となり7thアルバム『ALFEE'S LAW』に収録された。

## 収録曲
| 全作曲: 高見沢俊彦。 |                          |            |            |                      |      |
| #                    | タイトル                 | 作詞       | 作曲・編曲 | 編曲                 | 時間 |
| 1.                   | 「雨」                   | 高見沢俊彦 | 高見沢俊彦 | アルフィー、矢野立美 | 3:37 |
| 2.                   | 「街の灯」               | 高見沢俊彦 | 高見沢俊彦 | アルフィー           | 3:14 |
| 3.                   | 「四季つれづれ」         | 高見沢俊彦 | 高見沢俊彦 | クニ河内             | 4:29 |
| 4.                   | 「星降る夜に…」          | 高見沢俊彦 | 高見沢俊彦 | 矢野立美             | 4:17 |
| 5.                   | 「ゲーム・オーバー」     | 高見沢俊彦 | 高見沢俊彦 | クニ河内             | 4:00 |
| 6.                   | 「さよならはさりげなく」 | 高見沢俊彦 | 高見沢俊彦 | クニ河内             | 4:35 |
| 合計時間:            | 合計時間:                | 合計時間:  | 合計時間:  | 24:12                |      |

| 全作曲: 高見沢俊彦。 |                    |            |            |                      |      |
| #                    | タイトル           | 作詞       | 作曲・編曲 | 編曲                 | 時間 |
| 1.                   | 「夜汽車」         | 高見沢俊彦 | 高見沢俊彦 | 矢野立美             | 3:57 |
| 2.                   | 「街角のヒーロー」 | 坂崎幸之助 | 高見沢俊彦 | クニ河内             | 3:45 |
| 3.                   | 「ラブレター」     | 高見沢俊彦 | 高見沢俊彦 | アルフィー、クニ河内 | 3:50 |
| 4.                   | 「メモアール」     | 高見沢俊彦 | 高見沢俊彦 | アルフィー、矢野立美 | 5:46 |
| 5.                   | 「セイリング」     | 坂崎幸之助 | 高見沢俊彦 | 矢野立美             | 3:20 |
| 6.                   | 「過ぎ去りし日々」 | 高見沢俊彦 | 高見沢俊彦 | アルフィー           | 3:15 |
| 合計時間:            | 合計時間:          | 合計時間:  | 合計時間:  | 23:53                |      |

### 解説
1. 雨
2. 街の灯
3. 四季つれづれ
4. 星降る夜に…
5thシングルの表題曲。
5. ゲーム・オーバー
6. さよならはさりげなく
4thシングルのカップリング曲。
7. 夜汽車
8. 街角のヒーロー
5thシングルのカップリング曲。
9. ラブレター
3rdシングルの表題曲。
10. メモアール
11. セイリング
坂崎幸之助がリードボーカルを務めた楽曲。
12. 過ぎ去りし日々
3rdシングルのカップリング曲。

## 参加ミュージシャン
ALFEE
- 坂崎幸之助：Vocal & Acoustic Guitar & Twelve-string Guitar & Dobro Guitar
- 高見沢俊彦：Vocal & Electric Guitar & Mandolin
- 桜井賢：Vocal & Electric Bass

## タイアップ
- 『ショウワノート』1979年度CFソング (#9)